# Philip Baker Hall
Philip Baker Hall (Toledo, 10 settembre 1931 – Glendale, 12 giugno 2022) è stato un attore statunitense.
Caratterista attento, nel corso della carriera ha collezionato ruoli in opere come Sydney, Boogie Nights - L'altra Hollywood  e Magnolia tutti e tre di Paul Thomas Anderson, The Truman Show di Peter Weir, Psycho di Gus Van Sant, Insider - Dietro la verità di Michael Mann, Il talento di Mr. Ripley di Anthony Minghella, Dogville di Lars von Trier, Amityville Horror di Andrew Douglas e In Good Company di Paul Weitz.

## Biografia
Nacque a Toledo, Ohio, dove frequentò anche l'università. Da ragazzo servì nelle forze armate, formò una famiglia e divenne professore di lettere. La sua decisione di diventare attore è del 1961, quando Baker si spostò a New York e partecipò a diverse produzioni Off Broadway. Nel 1975 si trasferì a Los Angeles per intraprendere la carriera televisiva. Nel corso della sua carriera ha interpretato oltre 200 parti tra serie tv e film per la televisione.
Al cinema ha interpretato svariati film. Lo si ricorda nel cult di Robert Altman Secret Honor dove aveva il ruolo dell'ex presidente statunitense Richard Nixon e soprattutto per essere stato uno degli attori preferiti di Paul Thomas Anderson, il quale scrisse un ruolo per lui, quello di Sydney nel film omonimo del 1996. Ha avuto due ruoli anche nei successivi Boogie Nights - L'altra Hollywood del 1997  e Magnolia del 1999, dove offrì una delle sue più famose interpretazioni, quella del conduttore televisivo Jimmy Gator, tormentato da un passato torbido e dall'imminente morte per cancro. Successivamente ricoprì un altro ruolo importante, quello del capitano Diel nella trilogia di Rush Hour.
Tra il 2006 e il 2007 è stato tra i protagonisti della sitcom The Loop e ha fatto un cameo in West Wing - Tutti gli uomini del Presidente. Ha avuto un ruolo anche in The Life & Times of Tim. Nel 2012 partecipò in un ruolo minore al film vincitore del premio Oscar, Argo. Assiduo interprete teatrale, l'ultima fatica sui palcoscenici è stata I Never Sang for My Father al New American Theatre di Hollywood.
Muore di enfisema il 12 giugno 2022, all'età di 90 anni, nella sua casa a Glendale, in California.

## Vita privata
Nel 1973 sposò Dianne Lewis, da cui divorziò nel 1976. Viveva a Los Angeles con la seconda moglie Holly Wolfle da cui ebbe due figlie, Adella e Anna.

## Filmografia

### Cinema
- Zabriskie Point, regia di Michelangelo Antonioni (1970) – non accreditato
- Cowards, regia di Simon Nuchtern (1970)
- Love-In 1972, regia di Karl Hansen e Sidney Knight (1971)
- Throw Out the Anchor!, regia di John Hugh (1974)
- Il detective con la faccia di Bogart (The Man with Bogart's Face), regia di Robert Day (1980)
- The Last Reunion, regia di Jay Wertz (1980)
- Dream On!, regia di Ed Harker (1981)
- Secret Honor, regia di Robert Altman (1984)
- Niente in comune (Nothing in Common), regia di Garry Marshall (1986) – non accreditato
- L'ora della rivincita (Three O'Clock High), regia di Phil Joanou (1987)
- Prima di mezzanotte (Midnight Run), regia di Martin Brest (1988)
- Non per soldi... ma per amore (Say Anything...), regia di Cameron Crowe (1989)
- Commissione d'esame (How I Got Into College), regia di Savage Steve Holland (1989)
- Ghostbusters II - Acchiappafantasmi II (Ghostbusters II), regia di Ivan Reitman (1989)
- Un uomo innocente (An Innocent Man), regia di Peter Yates (1989)
- Blue Desert, regia di Bradley Battersby (1990)
- I dinamitardi (Live Wire), regia di Christian Duguay (1992)
- Cigarettes & Coffee, regia di Paul Thomas Anderson – cortometraggio (1993)
- The Last Laugh, regia di Robert Harders – cortometraggio (1994)
- Il bacio della morte (Kiss of Death), regia di Barbet Schroeder (1995)
- La prossima vittima (Eye for an Eye), regia di John Schlesinger (1996)
- Sydney, regia di Paul Thomas Anderson (1996)
- The Little Death, regia di Jan Verheyen (1996)
- The Rock, regia di Michael Bay (1996) – cameo non accreditato
- Hit Me, regia di Steven Shainberg (1996)
- Buddy - Un gorilla per amico (Buddy), regia di Caroline Thompson (1997)
- Air Force One, regia di Wolfgang Petersen (1997)
- Boogie Nights - L'altra Hollywood (Boogie Nights), regia di Paul Thomas Anderson (1997)
- Sour Grapes, regia di Larry David (1998)
- The Truman Show, regia di Peter Weir (1998)
- Judas Kiss, regia di Sebastian Gutierrez (1998)
- Rush Hour - Due mine vaganti (Rush Hour), regia di Brett Ratner (1998)
- Nemico pubblico (Enemy of the State), regia di Tony Scott (1998) – non accreditato
- Psycho, regia di Gus Van Sant (1998)
- Implicated, regia di Irving Belateche (1999)
- Il Diavolo dentro (Let the Devil Wear Black), regia di Stacy Title (1999)
- Il prezzo della libertà (Cradle Will Rock), regia di Tim Robbins (1999)
- Insider - Dietro la verità (The Insider), regia di Michael Mann (1999)
- Magnolia, regia di Paul Thomas Anderson (1999)
- Il talento di Mr. Ripley (The Talented Mr. Ripley), regia di Anthony Minghella (1999)
- Regole d'onore (Rules of Engagement), regia di William Friedkin (2000)
- The Contender, regia di Rod Lurie (2000)
- Lost Souls - La profezia (Lost Souls), regia di Janusz Kaminski (2000)
- Al vertice della tensione (The Sum of All Fears), regia di Phil Alden Robinson (2002)
- A Gentleman's Game, regia di J. Mills Goodloe (2002)
- Piccole bugie travestite (Die, Mommie, Die!), regia di Mark Rucker (2003)
- Una settimana da Dio (Bruce Almighty), regia di Tom Shadyac (2003)
- Dogville, regia di Lars von Trier (2003)
- A House on a Hill, regia di Chuck Workman (2003)
- In Good Company, regia di Paul Weitz (2004)
- The Matador, regia di Richard Shepard (2005)
- Amityville Horror (The Amityville Horror), regia di Andrew Douglas (2005)
- Duck, regia di Nic Bettauer (2005)
- The Zodiac, regia di Alexander Bulkley (2005)
- Shaggy Dog - Papà che abbaia... non morde (Shaggy Dog), regia di Brian Robbins (2006)
- The TV Set, regia di Jake Kasdan (2006)
- Islander, regia di Ian McCrudden (2006)
- Zodiac, regia di David Fincher (2007)
- You Kill Me, regia di John Dal (2007)
- Rush Hour 3 - Missione Parigi (Rush Hour 3), regia di Brett Ratner (2007) – non accreditato
- The Lodger - Il pensionante (The Lodger), regia di David Ondaatje (2009)
- Fired Up! - Ragazzi pon pon (Fired Up!), regia di Will Gluck (2009)
- Wonderful World, regia di Joshua Goldin (2009)
- Love & Secrets (All Good Things), regia di Andrew Jarecki (2010)
- The Chicago 8, regia di Pinchas Perry (2011)
- I pinguini di Mr. Popper (Mr. Popper's Penguins), regia di Mark Waters (2011)
- 50 e 50 (50/50), regia di Jonathan Levine (2011)
- Oltre ogni regola (Bending the Rules), regia di Artie Mandelberg (2012)
- Departure Date, regia di Kat Coiro – cortometraggio (2012)
- Una famiglia all'improvviso (People Like Us), regia di Alex Kurtzman (2012)
- Dog Eat Dog, regia di Sian Heder – cortometraggio (2012)
- Argo, regia di Ben Affleck (2012) – cameo non accreditato
- Bad Words, regia di Jason Bateman (2013)
- Playing It Cool, regia di Justin Reardon (2014)
- Person to Person, regia di Dustin Guy Defa (2017)
- Adorabile nemica (The Last Word), regia di Mark Pellington (2017)
- Dear Chickens, regia di Mauro Mueller – cortometraggio (2018)

### Televisione
- The Last Survivors, regia di Lee H. Katzin – film TV (1975)
- Good Times – serie TV, episodio 3x11 (1976)
- Visions – serie TV, episodi 1x04-2x07 (1976-1977)
- Terrore a 12 mila metri (Mayday at 40,000 Feet!), regia di Robert Butler – film TV (1976)
- L'uomo di Atlantide (Man From Atlantis) – serie TV, episodio 1x01 (1977)
- The Hostage Heart, regia di Bernard McEveety – film TV (1977)
- Kill Me If You Can, regia di Buzz Kulik – film TV (1977)
- M*A*S*H – serie TV, episodio 6x06 (1977)
- The Mask of Alexander Cross, regia di Bernard McEveety – film TV (1977)
- I Fitzpatricks (The Fitzpatricks) – serie TV, episodio 1x10 (1978)
- Squadra emergenza (Emergency!) – serie TV, episodio 7x01 (1978)
- Il bastardo (The Bastard), regia di Lee H. Katzin – film TV (1978)
- Il terrore viene dal cielo (Terror Out of the Sky), regia di Lee H. Katzin – film TV (1978)
- Samurai, regia di Lee H. Katzin – film TV (1979)
- Una famiglia americana (The Waltons) – serie TV, episodio 8x22 (1980)
- Riding for the Pony Express, regia di Don Chaffey – film TV (1980)
- This House Possessed, regia di William Wiard – film TV (1981)
- La legge di McClain (McClain's Law) – serie TV, episodio 1x14 (1982)
- Quincy (Quincy, M.E.) – serie TV, episodi 7x12-8x06 (1982)
- New York New York (Cagney & Lacey) – serie TV, episodio 2x05 (1982)
- T.J. Hooker – serie TV, episodio 2x09 (1982)
- Games Mother Never Taught You, regia di Lee Philips – film TV (1982)
- Sette spose per sette fratelli (Seven Brides for Seven Brothers) – serie TV, episodi 1x02-1x13 (1982)
- The Night the Bridge Fell Down, regia di Georg Fenady – film TV (1983)
- Lottery! – serie TV, episodio 1x10 (1983)
- Hardcastle e McCormick (Hardcastle and McCormick) – serie TV, episodio 2x13 (1985)
- Chi è Giulia? (Who Is Julia?), regia di Walter Grauman – film TV (1986)
- Mariah – serie TV, 7 episodi (1987)
- The Spirit, regia di Michael Schultz – film TV (1987)
- Miami Vice – serie TV, episodio 4x01 (1987)
- Goddess of Love, regia di Jim Drake – film TV (1988)
- Casa Keaton (Family Ties) – serie TV, episodi 7x05-7x06-7x07 (1988)
- Falcon Crest – serie TV, 13 episodi (1989-1990)
- Grida disperate (A Cry for Help: The Tracey Thurman Story), regia di Robert Markowitz – film TV (1989)
- Primavera muta (Incident at Dark River), regia di Michael Pressman – film TV (1989)
- Matlock – serie TV, episodio 5x01 (1990)
- Bagdad Cafe – serie TV, episodio 2x01 (1990)
- La signora in giallo (Murder, She Wrote) – serie TV, episodio 7x13 (1991)
- Avvocati a Los Angeles (L.A. Law) – serie TV, episodio 5x12 (1991)
- E giustizia per tutti (Equal Justice) – serie TV, episodio 2x09 (1991)
- Seinfeld – serie TV, episodi 3x05-9x22 (1991-1998)
- I giustizieri della notte (Dark Justice) – serie TV, episodio 1x17 (1991)
- Civil Wars – serie TV, episodi 1x02-1x11-2x08 (1991-1992)
- Volo 232 - Atterraggio di emergenza (Crash Landing: The Rescue of Flight 232), regia di Lamont Johnson – film TV (1992)
- Stormy Weathers, regia di Will Mackenzie – film TV (1992)
- Corsie in allegria (Nurses) – serie TV, episodio 2x07 (1992)
- Cin cin (Cheers) – serie TV, episodio 11x21 (1993)
- Bob – serie TV, episodio 2x07 (1993)
- Mantide (M.A.N.T.I.S.), regia di Eric Laneuville – film TV (1994)
- Il cane di papà (Empty Nest) – serie TV, episodio 6x17 (1994)
- La famiglia Bowman (The Good Life) – serie TV, episodio 1x11 (1994)
- Roswell, regia di Jeremy Kagan – film TV (1994)
- Un papà da prima pagina (Madman of the People) – serie TV, episodio 1x03 (1994)
- Chicago Hope – serie TV, episodio 1x04 (1994)
- Hardball – serie TV, episodio 1x06 (1994)
- Without Warning, regia di Robert Iscove – film TV (1994)
- La pazza vita della signora Hunter (Life's Work)  – serie TV, episodio 1x03 (1996)
- Una famiglia del terzo tipo (3rd Rock from the Sun)  – serie TV, episodio 2x13 (1997)
- The Practice - Professione avvocati (The Practice) – serie TV, 4 episodi (1997)
- Michael Hayes indaga (Michael Hayes) – serie TV, 21 episodi (1997-1998)
- Millennium – serie TV, episodi 2x08-2x16 (1997-1998)
- Tempting Fate, regia di Peter Werner – film TV (1998)
- Witness to the Mob, regia di Thaddeus O'Sullivan – film TV (1998)
- L.A. Doctors – serie TV, episodio 1x04 (1998)
- Jackie Bouvier Kennedy Onassis, regia di David Burton Morris – film TV (2000)
- Il fuggitivo (The Fugitive) – serie TV, episodio 1x07 (2000)
- Pasadena – serie TV, 7 episodi (2001-2002)
- Path to War - L'altro Vietnam (Path to War), regia di John Frankenheimer – film TV (2002)
- Night Visions – serie TV, episodio 1x12 (2002)
- Senza traccia (Without a Trace) – serie TV, episodio 1x06 (2002)
- Everwood – serie TV, 3 episodi 1x23-2x20-2x21 (2003-2004)
- Curb Your Enthusiasm – serie TV, episodi 4x01-7x04 (2004-2009)
- Detective Monk (Monk) – serie TV, episodio 3x05 (2004)
- Boston Legal – serie TV, episodio 1x01 (2004)
- West Wing - Tutti gli uomini del Presidente (The West Wing) – serie TV, episodi 5x14-6x07 (2004)
- Mrs. Harris, regia di Phyllis Nagy – film TV (2005)
- The Loop – serie TV, 17 episodi (2006-2007)
- Big Love – serie TV, episodio 2x11 (2007)
- Psych – serie TV, episodio 2x14 (2008)
- Worst Week – serie TV, episodi 1x07-1x09 (2008)
- True Jackson, VP – serie TV, episodio 2x02 (2009)
- The Life & Times of Tim – serie animata, episodio 2x10 (2010) – voce
- Warren the Ape – serie animata, episodio 1x12 (2010) – voce
- Modern Family – serie TV, episodi 2x18-3x11-3x19 (2011-2012)
- The Newsroom – serie TV, episodio 1x03 (2012)
- Childrens Hospital – serie TV, episodio 4x10 (2012)
- Ruth & Erica – serie TV, 8 episodi (2012)
- Le idee esplosive di Nathan Flomm (Clear History), regia di Greg Mottola – film TV (2013)
- Rake – serie TV, episodio 1x11 (2014)
- Madam Secretary – serie TV, episodio 1x20 (2015)
- BoJack Horseman – serie animata, episodi 2x06-2x07 (2015) – voce
- Second Chance – serie TV, 5 episodi (2016)
- Room 104 – serie TV, episodio 1x12 (2017)
- Corporate – serie TV, episodio 1x02 (2018)
- Messiah – serie TV (2020)

## Doppiatori italiani
Nelle versioni in italiano delle opere in cui ha recitato, Philip Baker Hall è stato doppiato da:
- Bruno Alessandro in Volo 232 - Atterraggio di emergenza, Il bacio della morte, Psycho, Magnolia, Il talento di Mr. Ripley, Una settimana da Dio, West Wing - Tutti gli uomini del Presidente (ep. 6x07), In Good Company, Boston Legal, Shaggy Dog - Papà che abbaia... non morde, Dogville, Amityville Horror, Zodiac, Rush Hour 3 - Missione Parigi, Psych, I pinguini di Mr. Popper, Modern Family, 50 e 50, Love & Secrets, Una famiglia all'improvviso, The Newsroom, Bad Words, Adorabile nemica, Room 104
- Dante Biagioni in Seinfeld (ep. 3x05), Prima di mezzanotte, Mrs. Harris, Le idee esplosive di Nathan Flomm, Madam Secretary
- Pietro Biondi in Night Visions, Everwood, La peggiore settimana della nostra vita, Detective Monk, Rake
- Renato Mori in Regole d'onore, The Contender, The Matador, The Lodger - Il pensionante
- Michele Kalamera in Non per soldi... ma per amore, Senza traccia
- Giancarlo Padoan ne La signora in giallo, Rush Hour - Due mine vaganti
- Elio Zamuto in The Truman Show, Second Chance
- Marcello Tusco in Miami Vice
- Giampiero Albertini in Ghostbusters II - Acchiappafantasmi II
- Ennio Libralesso ne I dinamitardi
- Vittorio Battarra in Path to War - L'altro Vietnam
- Gianni Musy in Sydney
- Rino Bolognesi in Una famiglia del terzo tipo
- Sergio Tedesco in The Practice - Professione avvocati
- Romano Malaspina in Millennium (ep. 2x08)
- Giovanni Petrucci in Millennium (ep. 2x16)
- Vladimiro Conti in Seinfeld (ep. 9x22)
- Mario Milita ne Il fuggitivo
- Carlo Sabatini ne La prossima vittima
- Sergio Graziani ne Il prezzo della libertà
- Franco Chillemi in Air Force One
- Sandro Sardone in Boogie Night - L'altra Hollywood
- Romano Ghini in Nemico pubblico
- Gianni Vagliani in The Rock
- Toni Orlandi in The Zodiac
- Carlo Baccarini in Insider - Dietro la verità
- Vittorio Di Prima in Al vertice della tensione
- Cesare Barbetti in Michael Hayes
- Manlio De Angelis in Fired Up!
- Dario Penne in Argo
- Massimo Milazzo in Oltre ogni regola
- Antonio Paiola in Playing It Cool
- Franco Zucca in Messiah

Da doppiatore è sostituito da:
- Bruno Alessandro in BoJack Horseman